# Тащенакський под
Тащена́кський под — орнітологічний заказник місцевого значення в Україні. Розташований на території Якимівського району Запорізької області, біля села Радивонівка. 
Площа 370,4 га. Статус присвоєно згідно з рішенням виконкому Запорізького обласного виконавчого комітету від 9.10.1990 року № 281. Перебуває у користуванні: Радивонівська сільська рада, ДП «Мелітопольське лісомисливське господарство». 
Статус присвоєно для збереження місць гніздування багатьох видів птахів, серед яких: жайворонок польовий (до 40-200 пар в різні сезони), чайка, коловодник звичайний, пісочник малий тощо. Територія заказника охоплює пригирлову частину річки Тащенак. 
Заказник «Тащенакський под» входить до складу Приазовського національного природного парку і належить до переліку природно-заповідних територій, особливо важливих для збереження біорізноманіття Запорізької області.